# Molophilus pubipennis
Molophilus pubipennis là một loài ruồi trong họ Limoniidae. Chúng phân bố ở miền Tân bắc.